# Mitsugu Nomura
Mitsugu Nomura (født 21. november 1956) er en japansk fodboldspiller.

## Japans fodboldlandshold
| Japans landshold | Japans landshold | Japans landshold |
| År               | Kmp              | Mål              |
| ---------------- | ---------------- | ---------------- |
| 1981             | 8                | 0                |
| 1982             | 4                | 0                |
| Total            | 12               | 0                |